# Anarchizm queerowy
Anarchizm queerowy, queer anarchizm, anarchoqueer lub anarcha-queer – jeden z nurtów anarchizmu, który łączy w sobie teorię anarchistyczną oraz dążenie do zmian społecznych na rzecz osób LGBT+, a w efekcie zniesienie homofobii, lesbofobii, transmizoginii, bifobii, transfobii, heteronormatywności, patriarchatu i genderyzmu.
Queerowy anarchizm sprzeciwia się systemowi kapitalistycznemu oraz państwowości, które prowadzą do dominacji jednej bądź kilku określonych grup społecznych nad innymi. W przypadku tego nurtu anarchizmu szczególną uwagę poświęca się obecności stereotypów płciowych w hierarchicznych strukturach społecznych.

Anarchizm queerowy krytyce poddaje również tzw. tęczowy kapitalizm, tj. inkorporację ruchu LGBT i różnorodności seksualnej do kapitalizmu i gospodarki rynkowej. Tęczowy kapitalizm jest systemem ukierunkowanym wyłączenie na społeczność LGBT, która uzyskała wystarczającą siłę nabywczą, aby wygenerować rynek skoncentrowany specjalnie na nich.

Flaga używana przez osoby anarchoqueer

## Historia
Podkreślana przez teorię anarchistyczną indywidualna wolność stworzyła podstawę do obrony homoseksualności, zarówno wewnątrz ruchu anarchistycznego, jak i poza nim. W Das Kuriositäten-Kabinett (1923) Emil Szittya napisał, że „bardzo wielu anarchistów ma tę tendencję. W ten sposób znalazłem w Paryżu węgierskiego anarchistę, Alexandra Sommiego, który założył homoseksualną grupę anarchistyczną na podstawie tego pomysłu”. Jego pogląd potwierdza Magnus Hirschfeld w swojej książce Die Homosexualität des Mannes und des Weibes (1914): „W szeregach stosunkowo małej grupy anarchistycznej, wydawało mi się, że było znaleźć proporcjonalnie więcej homoseksualistów i zniewieściałych niż w innych”.  Włoski anarchista Luigi Bertoni (którego Szittya również uważał za homoseksualistę) zauważył: „Anarchiści domagają się wolności we wszystkim, a więc także w seksualności. Homoseksualizm prowadzi do zdrowego poczucia egoizmu, do którego każdy anarchista powinien dążyć”.
Oscar Wilde w swoim eseju Dusza człowieka w socjalizmie z 1891 opowiadał się za egalitarnym społeczeństwem, ostrzegając jednocześnie przed niebezpieczeństwami autorytarnego socjalizmu, który zniszczyłby indywidualność. W późniejszym czasie skomentował: „Myślę, że jestem bardziej niż socjalistą. Sądzę, że jestem kimś w rodzaju anarchisty”. W sierpniu 1894 Wilde napisał do swojego kochanka lorda Alfreda Douglasa, aby opowiedzieć o „niebezpiecznej przygodzie”. W czasie żeglugi z dwoma chłopcami – Stephenem i Alphonso – zostali złapani przez burzę: „Spędziliśmy pięć godzin w okropnej wichurze, chcąc wrócić! Nie dotarliśmy do molo aż do jedenastej w nocy, brnąc przez całą tę ciemność i przerażające morze. [...] Wszyscy rybacy czekali dla nas”. Zmęczeni, zmarznięci i „przemoknięci do suchej nitki”, trzej mężczyźni natychmiast „przylecieli do hotelu po gorącą brandy i wodę”, ale pojawił się problem prawny, ponieważ: „Było już po dziesiątej w niedzielę wieczorem i właściciel nie mógł sprzedać nam żadnej brandy ani napojów spirytusowych! Musiał więc nam to dać. Ostatecznie nie skończyło się to nieprzyjemne, ale cóż to za prawa!”. Wilde kończy historię: „Nie muszę wspominać, że teraz Stephen oraz Alphonso stali się anarchistami”.
John Henry Mackay był anarchoindywidualistą znanym w ruchu anarchistycznym jako znaczący wczesny zwolennik i propagator idei Maxa Stirnera. Ponadto, był jednym z pierwszych sygnatariuszy „Petycji do Organów Ustawodawczych Imperium Niemieckiego” (Magnusa) Hirschfelda o „zrewidowanie anty-homoseksualnego paragrafu 175 (jego imię pojawiło się na pierwszej liście opublikowanej w 1899). Był też szczególnie zaangażowany w sprawę Oscara Wilde’a i był oburzony jego uwięzieniem za homoseksualizm. Jednakże Mackay popadł w konflikt z Hirschfeldem i jego organizacją, Komitetem Naukowo-Humanitarnym.
Anarchosyndykalistyczny autor Ulrich Linse pisał o „mocno wyróżniającej się postaci spośród Berlińskiej anarchoindywidualistycznej sceny kulturalnej w okolicach roku 1900”, „młodym Johannesie Holzmannie” (znanym jako Senna Hoy): „jako zwolennik wolnej miłości, [Hoy] wychwalał homoseksualizm jako ‘orędownika kultury’ i był zaangażowany w walkę przeciwko Paragrafowi 175. Młodociany Hoy (urodzony w 1882) głosił te poglądy na łamach swojego tygodnika Kampf (Walka) od 1904, który już w następnym roku osiągnął nakład 10,000 egzemplarzy. Niemiecki anarchistyczny psychoterapeuta Otto Gross także szeroko opisywał seksualność wewnątrz jednej płci zarówno u mężczyzn, jak i u kobiet i opowiadał się przeciwko jej dyskryminacji. Heteroseksualny anarchista Robert Reitzel (1849-1898) od początku lat 90. wypowiadał się pozytywnie na temat homoseksualności na łamach swojego niemieckojęzycznego czasopisma Der arme Teufel publikowanego w Detroit.
Anarchista indywidualistyczny Adolf Brand z początku był członkiem Komitetu Naukowo-Humanitarnego Hirschfelda, doprowadził jednak do rozłamu, tworząc nową frakcję. Brand i jego koledzy, zrzeszeni pod nazwą Gemeinschaft der Eigenen („Społeczność Samoposiadaczy”), byli pod silnym wpływem dzieł Maxa Stirnera.
Opierali się Hirschfeldowskiemu medycznemu przedstawianiu homoseksualizmu jako domeny „płci pośredniej”. Ewald Tschek, inny współczesny im homoseksualny anarchistyczny autor, regularnie pisywał do czasopisma Adolfa Branda Der Eigene i w 1925 opisał Komitet Naukowo-Humanitarny Hirschfelda jako zagrożenie dla ludu niemieckiego, karykaturując go jako „Dr. Feldhirscha”. Mimo że Mackay był pod wieloma względami bliższy poglądom Branda i jego „Społecznoścci Samoposiadaczy” niż Hirschfeldowskiego Komitetu Naukowo-Humanitarnego, nie zgadzał się z Brandowskim antyfeminizmem i jego quasi-mizoginistycznymi poglądami, głosząc, że jego „anarchistyczna zasada równej wolności dla wszystkich zdecydowanie dotyczyła zarówno kobiet, jak i mężczyzn”.
Der Eigene było pierwszym pismem LGBT na świecie, wydawanym w latach 1896–1932 przez Branda w Berlinie. Brand sam napisał wiele wierszy i artykułów. Inni współtwórcy to Benedict Friedlaender, Hanns Heinz Ewers, Erich Mühsam, Kurt Hiller, Ernst Burchard, John Henry Mackay, Theodor Lessing, Klaus Mann i Thomas Mann oraz artyści Wilhelm von Gloeden, Fidus i Sascha Schneider. Po dojściu do władzy nazistów Brand stał się ofiarą prześladowań i kazał zamknąć swój dziennik.
Amerykańska anarchistka Emma Goldman była również jawną krytyczką uprzedzeń wobec homoseksualistów. Jej przekonanie, że wyzwolenie społeczne powinno obejmować gejów oraz lesbijki, było wówczas praktycznie niesłychane, nawet wśród ruchu anarchistycznego. Jak napisał Magnus Hirschfeld, „była pierwszą i jedyną kobietą, w istocie pierwszą i jedyną Amerykanką, która podjęła obronę miłości homoseksualnej przed opinią publiczną”. W licznych przemówieniach oraz listach broniła praw gejów i lesbijek do miłości wedle ich upodobania. Potępiała strach przed i piętnowanie homoseksualizmu. Jak napisała w liście do Hirschfelda: „To jest tragedia, czuję, że ludzie o innej orientacji seksualnej obracają się w świecie, który wykazuje tak małe zrozumienie dla homoseksualistów i jest tak rażąco obojętny na różne stopniowanie oraz zróżnicowanie płci i ich wielkie znaczenie w życiu”.
Pomimo tych wspierających postaw, ówczesny ruch anarchistyczny z nie był wolny od homofobii, a redakcja wpływowego hiszpańskiego czasopisma anarchistycznego z 1935 twierdziła, że anarchista nie powinien nawet kojarzyć się z homoseksualistami, nie mówiąc już o tym, że „jeśli jesteś anarchistą, oznacza to, że jesteś bardziej moralnie uczciwy i silniejszy fizycznie niż przeciętny człowiek. A ten, kto lubi odchylenia, nie jest prawdziwym mężczyzną, a więc nie jest prawdziwym anarchistą”.
Lucía Sánchez Saornil była główną założycielką hiszpańskiej federacji anarcho-feministycznej Mujeres Libres, która otwarcie mówiła o lesbijskich skłonnościach. W młodym wieku zaczęła pisać poezję i związała się z powstającym ultraistycznym ruchem literackim. Do 1919 jej wiersze były publikowane w różnych czasopismach, m.in. Los Quijotes, Tableros, Plural, Manantial i La Gaceta Literaria. Pracując pod męskim pseudonimem, zajmowała się motywami lesbijskimi w czasach, gdy homoseksualizm był penalizowany, poddawany cenzurze i karze. Niezadowolona z szowinistycznych uprzedzeń rodaków republikanów, Lucía Sánchez Saornil połączyła się w 1936 z dwoma towarzyszkami – Mercedes Comaposadą i Amparo Poch y Gascón, tworząc Mujeres Libres („Wolne Kobiety”). Była to autonomiczna organizacja anarchistyczna dla kobiet zaangażowanych w „podwójną walkę” o wyzwolenie kobiet i rewolucję społeczną. Lucía i inne „Wolne kobiety” odrzuciły dominujący pogląd, że równość płci wyłoni się naturalnie z bezklasowego społeczeństwa. Gdy wybuchła hiszpańska wojna domowa, kobieca organizacja szybko rozrosła się do trzydziestu tysięcy członkiń, organizując kobiece przestrzenie społeczne, szkoły, gazety i programy opieki dziennej.
Pisma francuskiego biseksualnego anarchisty Daniela Guérina oferują wgląd w napięcie, jakie często odczuwały mniejszości seksualne wśród lewicy. Był czołową postacią francuskiej lewicy od lat 30. XX wieku do swojej śmierci w 1988. Po jego coming oucie w 1965 mówił o skrajnej wrogości wobec homoseksualizmu, która przenikała lewicę przez większą część XX wieku. „Nie tak wiele lat temu deklarowanie się jako rewolucjonista i przyznawanie się do bycia homoseksualistą było nie do pogodzenia” – napisał Guérin w 1975. W 1954 został powszechnie zaatakowany za badania nad Raportem Kinseya, w którym opisał również ucisk homoseksualistów we Francji: „Najostrzejsza [krytyka] pochodziła od marksistów, którzy mają tendencję do poważnego niedoceniania formy ucisku, jaką jest antyseksualny terroryzm. Spodziewałem się tego oczywiście i wiedziałem, że wydając moją książkę, ryzykowałem, że zostanę zaatakowany przez tych, z którymi czuję się najbliżej na płaszczyźnie politycznej”. Po publicznym wystąpieniu w 1965 Guérin został odrzucony przez lewicę, a jego artykuły o wyzwoleniu seksualnym były cenzurowane lub odmawiano mu publikacji w czasopismach lewicowych. Od lat 50. Guérin odszedł od marksizmu-leninizmu i zmierzał w kierunku syntezy anarchizmu i marksizmu bliskiego platformizmowi, która pozwalała na indywidualizm, a jednocześnie odrzucała kapitalizm. Guérin zaangażował się w rozruchy Maja 1968 roku i był częścią francuskiego ruchu gejowskiego, który pojawił się po tych wydarzeniach. Kilkadziesiąt lat później Frédéric Martel opisał Guérina jako „dziadka francuskiego ruchu homoseksualnego”.
Tymczasem w Stanach Zjednoczonych wpływowy myśliciel anarchistyczny – Paul Goodman, ujawnił się późno w swojej karierze jako biseksualista. Wolność z jaką ujawnił w druku i publicznie swoje romantyczne i seksualne relacje z mężczyznami (zwłaszcza w późnym eseju Being Queer), okazała się jedną z wielu ważnych kulturalnych odskoczni powstającego na początku lat 70. ruchu homoseksualnego wyzwolenia.

## Współcześnie

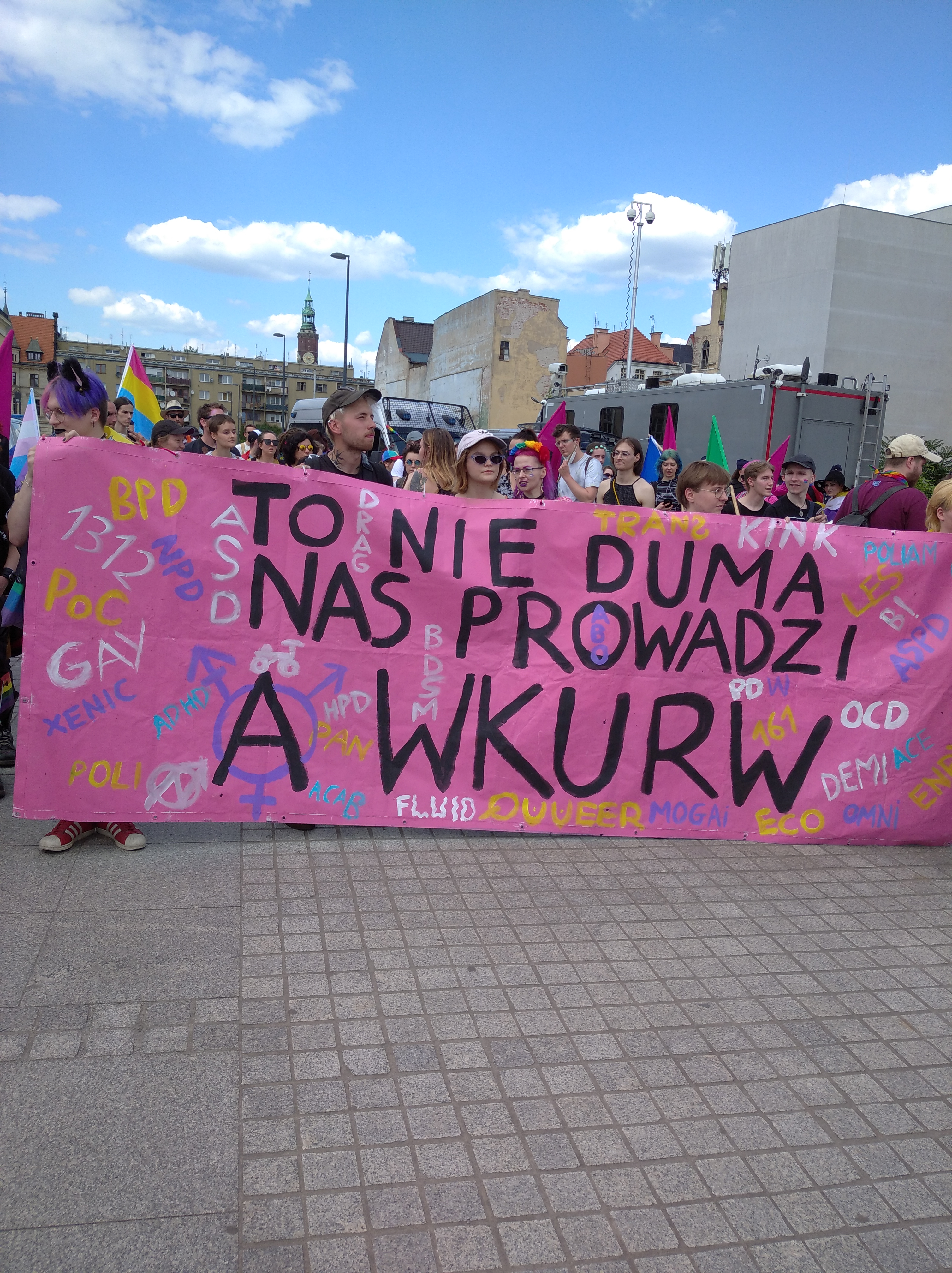
Baner niesiony w trakcie wrocławskiego marszu równości (2022).

Anarcha-queer powstało w drugiej połowie XX wieku wśród anarchistów zaangażowanych w ruch wyzwolenia homoseksualistów, którzy postrzegali anarchizm jako drogę do harmonii między ludźmi heteroseksualnymi/cis a osobami LGBT. Korzeni ideologii można doszukiwać się m.in. w queercore, będącej formą punk rocka, który w treści odwołuje się do LGBT+, jak również – podobnie jak większość form punk rocka – anarchizmu.
Współcześnie działa lub działało wiele grup anarcho-queerowych, m.in.:
- Queer Mutiny – brytyjska grupa z kolektywami w większości dużych miast[35][36];
- Bash Back! – amerykańska sieć osób anarcho-queer[37][38];
- Queer Fist – nowojorski kolektyw, który identyfikuje się jako „antyasymilacyjna, antykapitalistyczna, antyautorytarna grupa działań ulicznych, założona, aby zapewnić akcje bezpośrednie oraz radykalny i transseksualny głos na protestach Republikańskiej Konwencji Narodowej (RNC)”[39];
- Eskalera Karakola – hiszpański kolektyw anarchofeministyczny przywiązujący dużą wagę do kwestii lesbijek oraz biseksualistek[40].
- Mujeres Creando – boliwijski kolekty anarchofeministyczny, podobnie do powyższego zajmujący się kwestiami kobiet, w tym osób transpłciowych.
- Fag Army – szwedzka grupa, która dokonała swojej pierwszej akcji 18 sierpnia 2014 roku, kiedy to został obrzucony tortem Minister Zdrowia i Spraw Społecznych, chrześcijański demokrata Göran Hägglund[41].
- Liebig 34 – niemiecki squat znajdujący się w Berlinie. Skupia środowiska anarchoqueerowe oraz anarchofeministyczne[42].

W okresie 2017–2018 podczas wojny domowej w Syrii działała grupa zbrojna Queerowa Armia Insurekcji i Wyzwolenia (TQILA) będąca podjednostką Międzynarodowych Rewolucyjnych Ludowych Sił Partyzanckich. O powstaniu grupy ogłoszono w czasie bitwy o Ar-Rakkę, jednocześnie wydając oświadczenie wyjaśniające cel jej powstania, którym był sprzeciw wobec systematycznych prześladowań osób LGBT+ przez Państwo Islamskie.
W Polsce do ideologii queerowego anarchizmu odwołują się m.in. Warszawska Federacja Anarchistyczna.